# Gehejmearkivet
Gehejmearkivet fungerade under enevælden som kungens och rikets arkiv i Köpenhamn. På Københavns Slot samlades år 1582 äldre arkivalier från arkiven i Vordingborg och Kalundborg. De bildade grundlagen för Gehejmearkivet. År 1720 fick arkivet en egen byggnad på Slotsholmen. År 1883 fick det gemensam förvaltning med Kongerigets arkiv i form av A.D. Jørgensen. År 1889 blev Gehejmearkivet och Kongerigets arkiv det nybildade Rigsarkivets 1. avdelning.